# 海附雅美
海附 雅美（うみつき まさみ、1978年10月31日 - ）は女性アナウンサー。ホリプロ所属。既婚。

## 略歴
- 兵庫県西宮市出身。武庫川女子大学文学部英語文化学科卒業。
- 2002年、福島テレビ入社。
- 2006年、福島テレビ退社し、圭三プロダクション所属のフリーアナウンサーになる。
- 2009年9月16日、自身のブログで同年8月8日に結婚したことを発表[1]。しかし体調不良のため、2011年春をもって当時の担当番組を降板[2]。
- 休養中の2012年5月4日、長男を出産[3]。2013年春からホリプロに移籍し活動再開[4]。

## 出演

### 福島テレビ
2005年4月1日から2006年3月までは郡山支社に勤務し「Lばんスーパーニュース」で郡山情報担当。
- Lばんスーパーニュース（「Zoom　upこおりやま」担当キャスター）
- ときめきうつくしま（司会・情報リポーター）
- サタふく（中継情報リポーター）
- めざましテレビ公認 わがまま!気まま!旅気分（リポーター）
- 女子アナスペシャル
- FNNスピーク（中継キャスター）
- 春の高校バレー県大会（スタジオキャスター・リポーター）
- 東日本女子駅伝（9区中間点実況）
- 2005 衆院選（中継リポーター）

### フリー
- スッキリ!!＜リポーター＞（日本テレビ）
- サンデースクランブル＜リポーター＞（テレビ朝日）
- SPOT NIGHT＜リポーター＞（日本テレビ）
- スマートライフ宣言（JCN）